# نو تائه-دون
نو تائه-دون،(زاده ۱۵ اوت ۱۹۴۹) مورخ و استاد دانشگاه اهل کره جنوبی است. او در سال ۲۰۱۴ به دوران بازنشستگی خود رسید و هم‌اکنون به عنوان استاد برجسته در گروه تاریخ دانشگاه ملی سئول فعالیت می‌کند. نو تائه-دون در طول دوران حرفه‌ای خود، مسئولیت‌های مهمی را بر عهده داشته است؛ از جمله تدریس در گروه تاریخ کره در دانشکده علوم انسانی این دانشگاه، مدیریت موسسه تاریخ و موسسه مطالعات کره کیوجانگک. همچنین او رئیس انجمن تاریخ کره باستان بوده و در این زمینه‌ها نقش مؤثری ایفا کرده است. تخصص و تجربیات او در تاریخ کره، او را به یکی از چهره‌های شناخته‌شده این حوزه تبدیل کرده است و آثارش به درک بهتر تاریخ و فرهنگ کره کمک شایانی کرده است. نو تائه-دون با تلاش‌های خود در ترویج تاریخ کره و آموزش نسل‌های آینده، تأثیر عمیقی بر این رشته گذاشته است.

## آموزش
- دانشکده هنر و علوم آزاد دانشگاه ملی سئول ، گروه تاریخ کره، لیسانس هنر
- دانشکده تحصیلات تکمیلی دانشگاه ملی سئول، گروه تاریخ، کارشناسی ارشد تاریخ کره
- دکترای ادبیات، گروه تاریخ، دانشکده تحصیلات تکمیلی، دانشگاه ملی سئول

## تاریخچه شخصی
- استاد، گروه تاریخ کره، دانشکده علوم انسانی، دانشگاه ملی سئول
- استادیار، گروه تاریخ، دانشکده علوم انسانی، دانشگاه کیمیونگ
- رئیس انجمن تحقیقات تاریخ کره
- رئیس انجمن تاریخ باستان کره
- محقق مهمان، موسسه ینچینگ دانشگاه هاروارد
- استاد مدعو، دانشگاه بریتیش کلمبیا
- استاد کمکی دانشگاه یانبیان
- مدیر موسسه تحقیقات تاریخ دانشگاه ملی سئول
- مدیر موسسه مطالعات کره، کیوجانگاک، دانشگاه ملی سئول

## کتاب

### کتاب انفرادی
- «درک ما و جهان از طریق تاریخ کره»، پالبیت، ۱۹۹۸
- «تحقیقات تاریخ گوگوریو»، ساگسئول، ۱۹۹۹
- «گوگوریو از نگاه یبیندو»، انتشارات دانشگاه ملی سئول، ۲۰۰۳
- «نظریه‌ها و مسائل در تاریخ کره باستان»، جیپموندانگ، ۲۰۰۹
- «تاریخ جنگ اتحاد سه پادشاهی»، انتشارات دانشگاه ملی سئول، ۲۰۰۹
- «تاریخ کره باستان»، گیونگ‌سوون، ۲۰۱۴
- «مطالعه‌ای بر تاریخ گوگوریو و بالهه»، جیشیکسانوپسا، ۲۰۲۰

### نویسنده مشترک
- درس تاریخ هانگیل ۱۲ : مطالعه‌ای بر تاریخ باستان کره، هانگیلسا، ۱۹۸۶
- «سخنرانی ویژه درباره تاریخ کره»، انتشارات دانشگاه ملی سئول، ۱۹۹۰
- «تاریخ مدرن کره و مورخان»، ایلجوگاک، ۱۹۹۱
- «ترجمه کتیبه‌های سنگی باستانی کره‌ای»، موسسه تحقیقات توسعه محوطه تاریخی ملی گاراک، ۱۹۹۲
- «دانگون: فهم و داده‌ها»، انتشارات دانشگاه ملی سئول، ۱۹۹۴
- «تاریخ کره برای شهروندان»، چانگبی، ۱۹۹۷
- «تاریخ دانگون و گوچوسون»، ساگی سئول، ۲۰۰۰
- «تاریخ و فرهنگ شبه جزیره کره و منچوری»، انتشارات دانشگاه ملی سئول، ۲۰۰۳
- «جنگ و نظم بین‌المللی شمال شرقی آسیا»، ایلجوگاک، ۲۰۰۶
- «۱۲ ساعت داستان اتحاد»، مینومسا، ۲۰۱۱

## برتر
- جایزه نویسنده با حقوق ماهانه (۲۰۱۰، سی و پنجمین)
- جایزه تحقیقات علمی دانشگاه ملی سئول (۲۰۱۳، پنجم)